# Cornularia
Cornularia Lamarck, 1816 è un genere di ottocoralli appartenenti all'ordine Alcyonacea. È l'unico genere della famiglia Cornulariidae.

## Descrizione
Il genere è caratterizzato dalla presenza di uno strato esterno di chitina che forma una sorta di teca attorno al polipo.

## Distribuzione e habitat
Il genere comprende due specie con areale disgiunto: Cornularia cornucopiae è endemica del mar Mediterraneo, mentre Cornularia capoi è diffusa nelle acque del Sudafrica.

## Tassonomia
Comprende le seguenti specie:
- Cornularia cornucopiae (Pallas, 1766)
- Cornularia pabloi McFadden & van Ofwegen, 2012